# Bernard-Massard
Die Bernard-Massard GmbH ist eine ehemalige deutsche Sektkellerei und eine 100%ige Tochter der Caves Bernard-Massard SA in Grevenmacher (Luxembourg). Das mittelständische Unternehmen mit Sitz in Trier vertreibt heute nur noch Sekt, Crémant sowie alkoholfreie Getränke.

## Geschichte
Im Jahre 1919 gründete der Luxemburger Kellermeister Konsul Jean Bernard-Massard eine Sektkellerei in Trier im historischen Gebäudekomplex Jakobstraße 8.

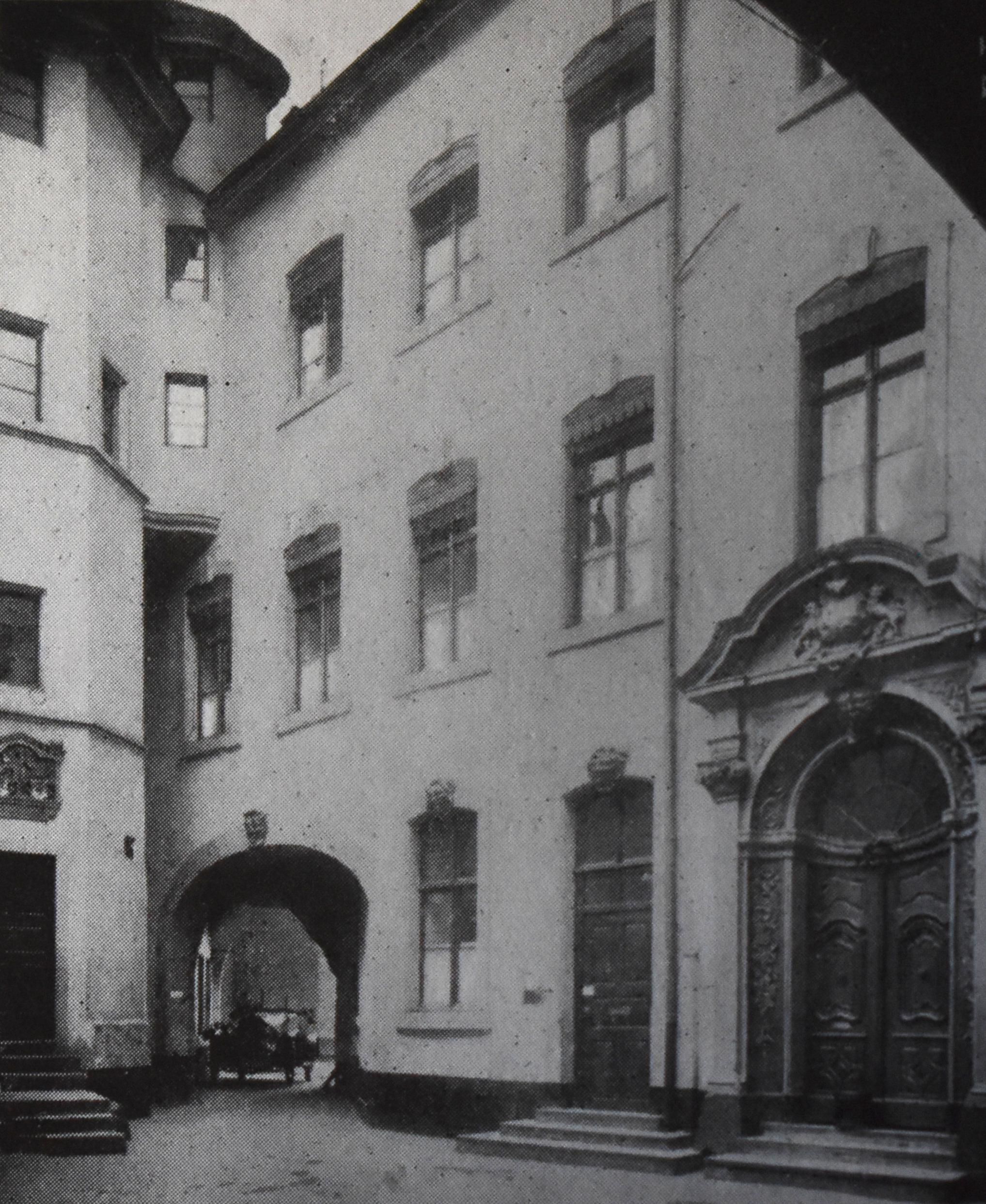
Palais Pillishof
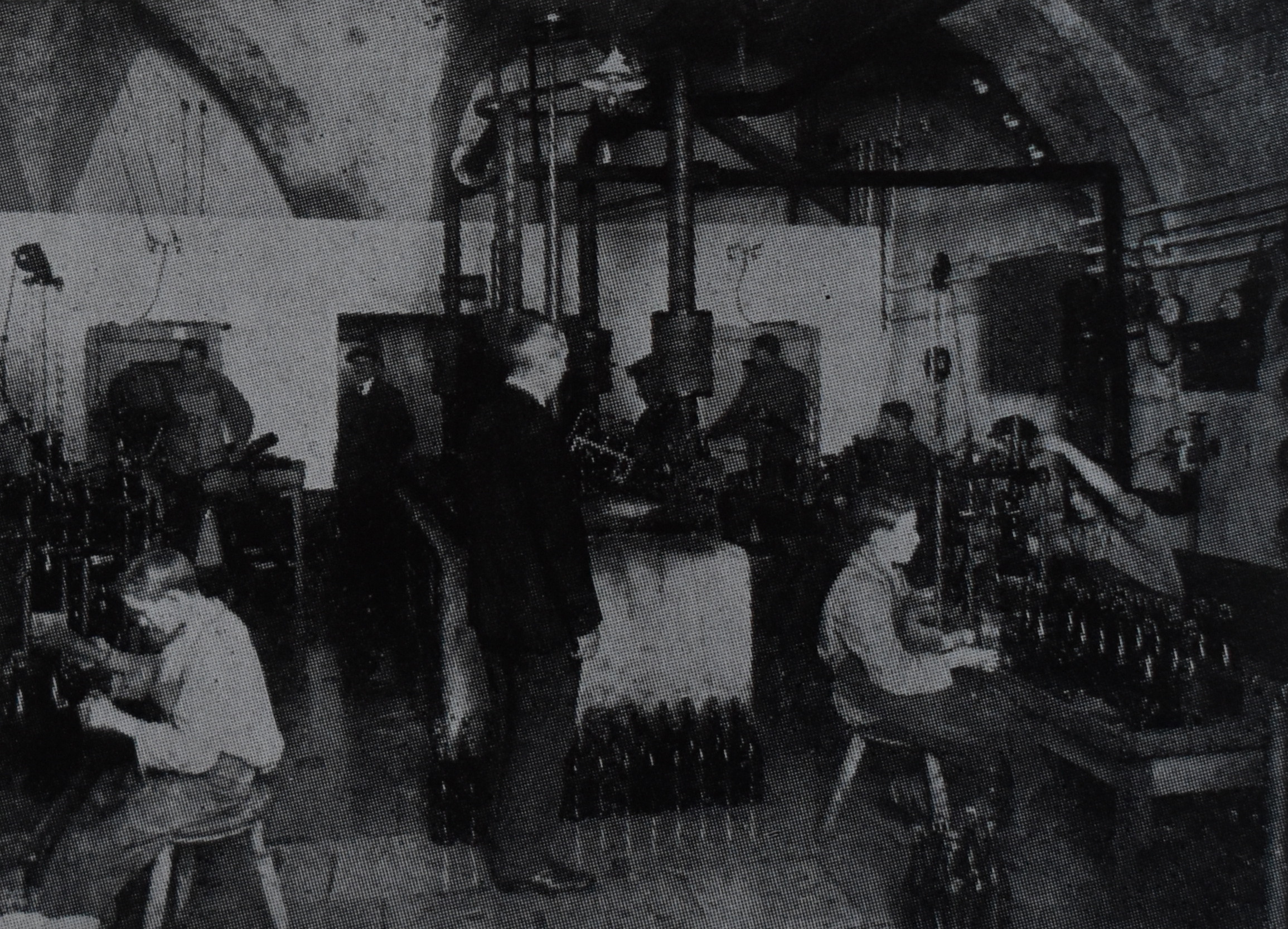
Arbeitsbetrieb in den Anfangsjahren

1921 gründete Jean Bernard-Massard mit Unterstützung luxemburgischer und belgischer Weinliebhaber in Grevenmacher in Luxemburg eine weitere Sektkellerei und baute einen markanten Weinkeller direkt am Ufer der Mosel.
Die Sektkellerei Bernard-Massard, Trier wurde 2017 auf Empfehlung der DLG vom Bundesministerium für Ernährung und Landwirtschaft mit dem Bundesehrenpreis in Bronze ausgezeichnet.
2019 wurde die Produktion am Standort Trier eingestellt. Sie findet seitdem ausschließlich bei der Muttergesellschaft Caves Bernard-Massard SA in Grevenmacher (Luxembourg) statt.

## Produkte
Bernard-Massard stellte Sekte aus den Rebsorten Chardonnay, Riesling, Weißburgunder sowie Cuvées davon in verschiedenen Geschmacksrichtungen her. Die Sekte wurden in traditioneller Flaschengärung in den natürlich klimatisierten Kellern hergestellt.
In der „Bernard-Massard Sektwelt“ im ehemaligen Rotweinkeller bietet die Sektkellerei regelmäßig Veranstaltungen und Sektproben an.